# Eduard Knoblauch

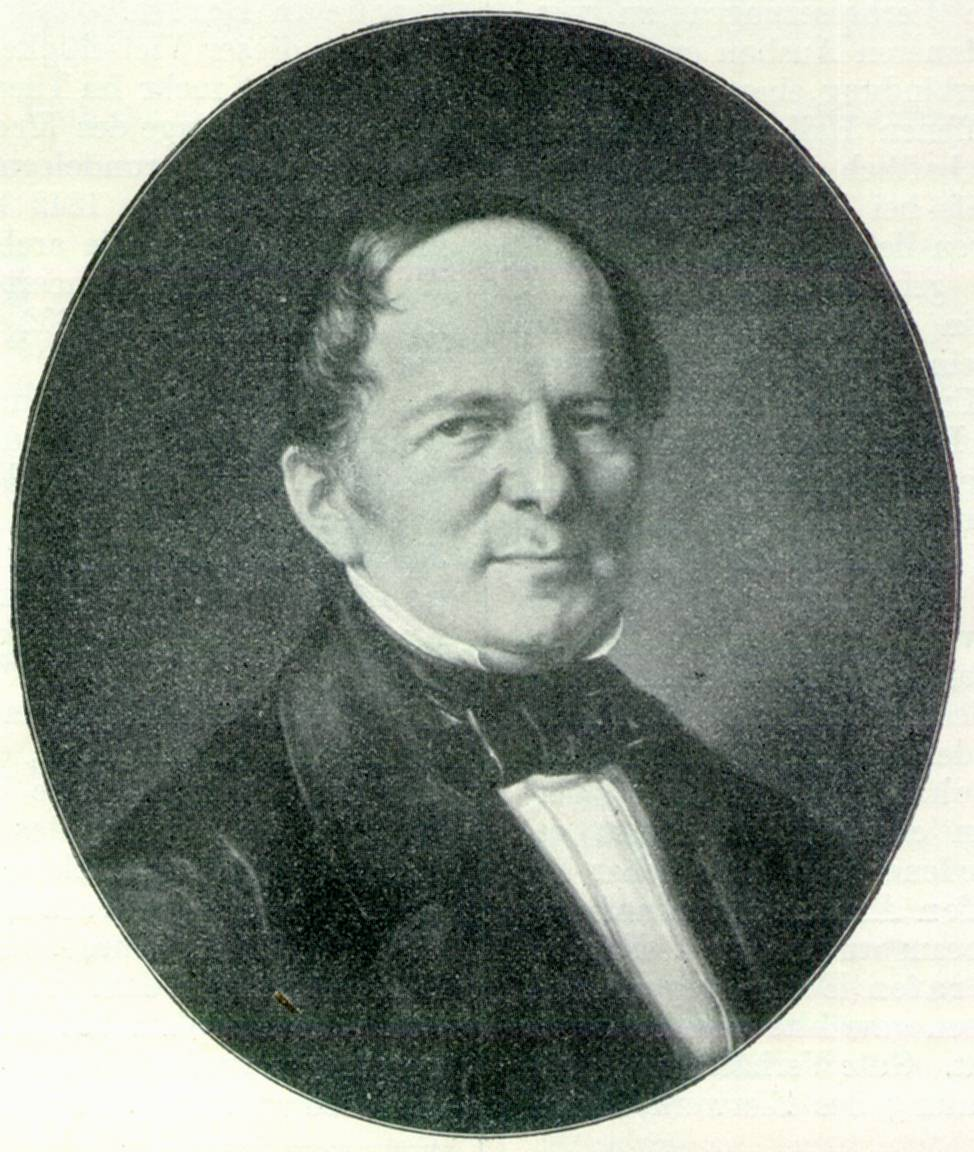
Eduard Knoblauch.

Carl Heinrich Eduard Knoblauch, född 25 september 1801 i Berlin, död där 29 maj 1865, var en tysk arkitekt. Han var far till arkitekten Gustav Knoblauch samt farfar till arkitekten Arnold Knoblauch och dramatikern Edward Knoblock.

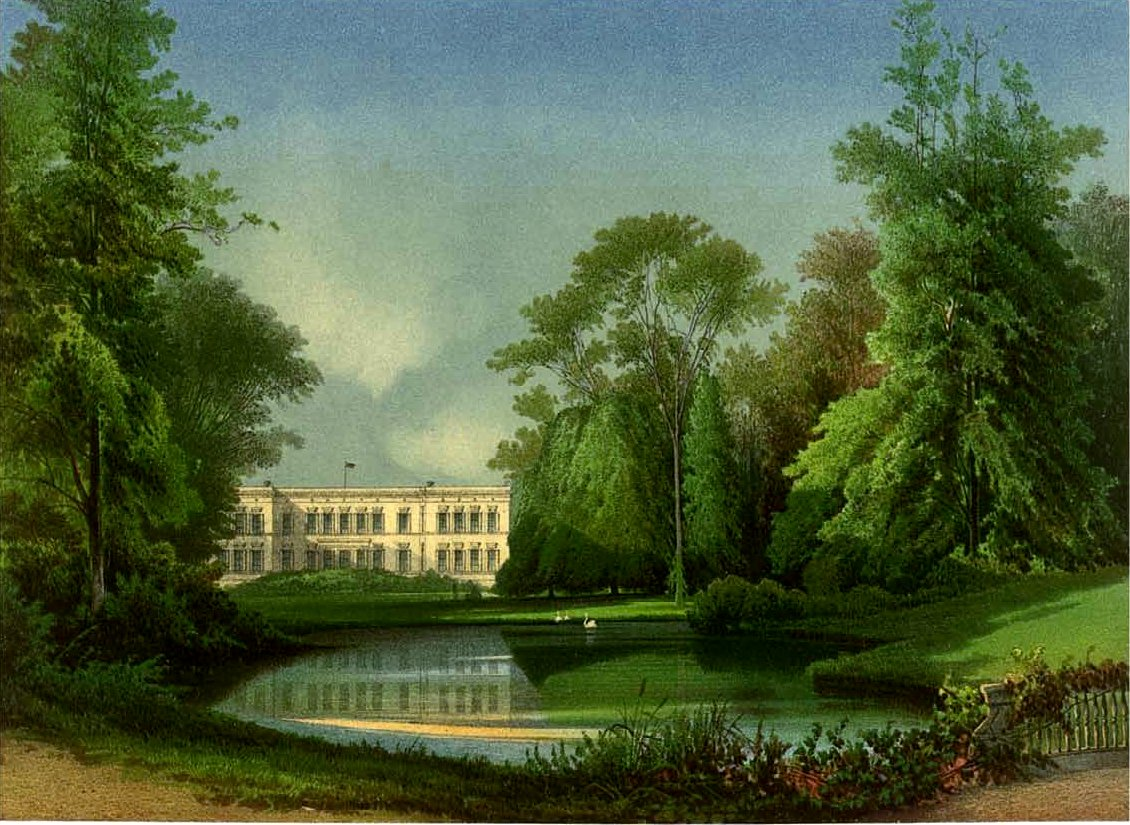
Herrenhaus Görlsdorf före ombyggnaden 1884.

Knoblauch, som var lärjunge till Karl Friedrich Schinkel, är främst känd för den 1866 fullbordade nya synagogan i Berlin i österländska former med modern järnkonstruktion (förstörd, men återuppbyggd). Han ritade även Herrenhaus Görlsdorf vid Angermünde (1843-1845, förstört) och Schloß Kröchlendorff, Nordwestuckermark (1848).